# John Garland Pollard
John Garland Pollard, född 4 augusti 1871 i King and Queen County, Virginia, död 28 april 1937 i Washington, D.C., var en amerikansk demokratisk politiker. Han var Virginias guvernör 1930–1934.
Pollard växte upp i Richmond och avlade 1893 juristexamen vid Columbian College (numera George Washington University). Han var son till en baptistpräst. Som delegat till Virginias konstitutionskonvent 1901–1902 föreslog Pollard utan framgång att ordet "kristen" skulle strykas från inledningen till Virginias konstitution. Under sin framgångsrika advokatkarriär skrev han boken Pollard Code of Virginia om Virginias rättssystem. Under en kortare period undervisade Pollard vid The College of William & Mary.
Pollard efterträdde 1930 Harry F. Byrd som guvernör och efterträddes 1934 av George C. Peery. Pollard avled 1937 och gravsattes på Hollywood Cemetery i Richmond.